# Wydawnictwo „Znaki Czasu”
Wydawnictwo „Znaki Czasu” – wydawnictwo Kościoła Adwentystów Dnia Siódmego w RP, publikujące książki i czasopisma o charakterze religijno-społecznym.

## Historia
Jest spadkobiercą utworzonej przez adwentystów w 1921 oficyny wydawniczej „Polyglotte”, mieszczącej się w Bydgoszczy, potem od 1927 w Warszawie, a po II wojnie światowej w Krakowie (w wydanej w 1947 przez Wydawnictwo „Znaki Czasu” broszurze C.B. Haynesa pt. W ostatniej chwili wskazano jego siedzibę: Kraków ul. Lubelska 25). Polyglotte przekształciło się w 1956 w „Znaki Czasu” (do dziś z siedzibą w Warszawie), a w 1990 w Chrześcijański Instytut Wydawniczy „Znaki Czasu”. Od czerwca 2009 nosi ponownie dawną nazwę.

## Profil wydawniczy
Publikuje książki i czasopisma o charakterze religijno-społecznym. Ich tematyką jest: teologia, zdrowie oraz edukacja; zarówno dla dzieci i młodzieży, jak i dla dorosłych. W stałej sprzedaży jest około 200 tytułów. Wiele ze wspomnianych książek to tłumaczenia dzieł z Ellen G. White. Do bestsellerów Wydawnictwa należą: Ellen G. White „Wielki bój” i „Życie Jezusa”; „Leki z Bożej apteki”. Wydaje ono miesięczniki: „Znaki Czasu” i „Głos Adwentu” oraz kwartalniki „Lekcje biblijne” i „Przewodnik dla kaznodziejów zborowych”.

## Publikacje zwarte
- 1946:

Carlyle B. Haynes, W ostatniej chwili. Tłumaczenie z angielskiego, Kraków 1946
- 1947:

Carlyle B. Haynes, W ostatniej chwili. Tłumaczenie z angielskiego, Kraków 1947
Ellen G. White, Droga do Chrystusa (wyd. 1) (ss. 125)
- 1949:

Stevens, Prawdziwa opoka (ss. 64)
Ellen G. White, Cierpienia Chrystusa
- 1955:

Lekcje biblijne. Stary Testament część I (ss. 45)
- 1956:

Lekcje biblijne. Stary Testament część II (ss. 38)
- 1957:

Lekcje biblijne. Nowy Testament część III (ss. 54)
- 1958:

Ellen G. White, Historia zbawienia (ss. 312)
- 1959:

Lekcje biblijne. Działalność apostołów część IV (ss. 65)
Oto przychodzę wkrótce (ss. 96)
Pieśni syjońskie (red. Andrzej Smyk, wyd. III) (ss. 654)
Przeto czuwajcie (ss. 96)
Ellen G. White, Historia zbawienia
Ellen G. White, Przypowieści Chrystusa (ss. 274)
- 1960:

Adwentyści Twoi przyjaciele (ss. 128)
Ellen G. White, Droga do Chrystusa
Ellen G. White, Nauki z Góry Błogosławienia (ss. 435)
Ellen G. White, Życie Jezusa (ss. 509)
- 1961:

Adwentyści twoi przyjaciele
Co mówił Jezus (ss. 364)
Lekcje biblijne. Plan zbawienia. Zasady wiary część V (ss. 64)
Ellen G. White, Działalność apostołów (ss. 441)
Ellen G. White, Patriarchowie i prorocy (ss. 730)
Ellen G. White, Prorocy i królowie (ss. 435)
- 1962:

Gustaw Baron, Fałszywi prorocy (ss. 144)
Pieśni syjońskie (red. Andrzej Smyk)
- 1963:

Jan Grodzicki, Kościół dogmatów i tradycji (ss. 320)
- 1964:

Andrzej Smyk, U źródła prawdy, Wydawnictwo Znaki Czasu 1964, Warszawa (ss. 213)
- 1965:

Ellen G. White, Chrześcijański dom (ss. 316)
Ellen G. White, Śladami Jezusa (ss. 158)
- 1966:

Księga Daniela, oprac. Konstanty Bulli (ss. 512)
Na przełomie tysiącleci (ss. 338)
Statut Kościoła Adwentystów Dnia Siódmego w PRL (ss. 35)
Ellen G. White, Droga do Chrystusa
- 1967:

Bert Beach, Vaticanum II. Most nad przepaścią (ss. 315)
Ellen G. White, Ewangelizacja (ss. 446)
Ellen G. White, Wychowanie (ss. 144)
Śpiewnik Kościoła Adwentystów DS. Wydanie V uzupełnione 1967 (ss. 436)
- 1968:

Andrzej Boguszewski, Jezus przyjdzie jeszcze raz, Wydawnictwo Znaki Czasu, Warszawa 1968 (ss. 104)
Prawo wewnętrzne Kościoła Adwentystów Dnia Siódmego w Polsce (ss. 264)
- 1969:

Jan Grodzicki, Maryja (ss. 128)
Ellen G. White, Droga do Chrystusa. Wydanie szóste wraz z tekstem biblijnym do rozmyślań (ss. 128)
Ellen G. White, Wielki Bój (ss. 504)
- 1970:

Zachariasz Łyko, Adwentyzm (ss. 285)
Drogowskazy życia, red. Zachariasz Łyko (ss. 175)
- 1971:

Andrzej Smyk, U źródła prawdy (ss. 214)
Ellen G. White, Droga do Chrystusa (wydanie siódme z suplementem do rozmyślań) (ss. 148)
Ellen G. White, Ze skarbnicy świadectw (tom 1) (ss. 428)
- 1972:

Zachariasz Łyko, Spotkanie z Biblią (ss. 229)
- 1973:

Tadeusz Adwentowicz, Słowo do katolików (ss. 75)
Andrzej Boguszewski, Kiedy będzie koniec świata? (ss. 63)
Kurs biblijny (ss. 104)
Zachariasz Łyko, Nauki Pisma Świętego (ss. 900)
- 1974:

Zachariasz Łyko, Bez nałogów (ss. 172)
Zachariasz Łyko, Nauki Pisma Świętego
Ellen G. White, Ze skarbnicy świadectw (tom II) (ss. 378)
- 1975:

Zachariasz Łyko, Moralność na co dzień (ss. 344)
- 1976:

Rajmund Ładysław Dąbrowski, Przy końcu świata
Stanisław Dąbrowski, Adwentyzm w akcji (ss. 265)
Stanisław Dąbrowski, Ekumenizm znakiem czasu (ss. 298)
Stanisław Dąbrowski, Katolicyzm na rozdrożu (ss. 405)
Sławomir Rylski, Tajemnica rodzinnego szczęścia (ss. 335)
Ellen G. White, Ze skarbnicy świadectw (tom III) (ss. 309)
- 1977:

Piotr Adamowicz, Zachariasz Łyko, U stóp Jezusa (ss. 578)
Śpiewajcie Panu
Ellen G. White, Droga do Chrystusa (ss. 150)
- 1978:

Imię, które kocham. Śpiewnik młodzieżowy dla punktów katechetycznych Kościoła Adwentystów Dnia Siódmego w Polsce (red. Roman Chalupka et al.) (ss. 479)
- 1979:

Drogowskazy wiary (ss. 242)
Zachariasz Łyko, Geneza współczesnego adwentyzmu (ss. 312)
Zachariasz Łyko, Sytuacja prawna Kościoła Adwentystycznego w Polsce międzywojennej 1918-1939 (ss. 379)
Michał Belina Czechowski 1818-1876 (red. Rajmund Ładysław Dąbrowski) (ss. 552)
Ellen G. White, Wielki bój (ss. 795)
- 1980:

Sławomir Rylski, Tajemnica rodzinnego szczęścia (ss. 241)
Ellen G. White, Nauki z Góry Błogosławienia, (ss. 161)
Ellen G. White, Posłannictwo chrześcijan
- 1981:

Konstanty Bulli, W poszukiwaniu zagubionej drogi (ss. 377)
Andrzej Bylica, Przestępcy prawa (ss. 108)
Piotr Heród, Jak poznać prawdziwy Kościół Boży?
Teologia dla wszystkich (seria: Biblioteka "Głosu Nadziei" 1, red. Zachariasz Łyko) (ss. 261)
Ellen G. White, Droga do Chrystusa (ss. 152)
Ellen G. White, Wielki bój (wyd. 3) (ss. 548)
Zdrowie i pogoda ducha, red. Zachariasz Łyko (ss. 182)
- 1982:

ZWBPŚw, Konkordancja biblijna wyd. IV, Warszawa (nakład 4000 egz.)
Rajmund Ładysław Dąbrowski, Rozmowy z Mistrzem (ss. 192)
Andrzej Górski, Kim jesteśmy (ss. 132)
Małgorzata Modrzejewska, U źródeł prachrześcijaństwa
Władysław Polok, Daniel a współczesność (ss. 148)
Andrzej Zakrzewski, Bóg, człowiek, życie (seria: Biblioteka "Głosu Nadziei" 2)
- 1983:

Rajmund Ładysław Dąbrowski, Rozmowy z Mistrzem (wyd. 3) (ss. 195)
Zachariasz Łyko, Moralność na co dzień (wyd. 2 uzup.) (ss. 190)
Narkomania znakiem czasu, red. Rajmund Ładysław Dąbrowski (ss. 156)
Władysław Polok, Bohaterowie wiary (ss. 132)
Potęga ducha (seria: Biblioteka "Głosu Nadziei" 3) (ss. 265)
H.M.S. Richards, Co mówił Jezus (ss. 383)
Śpiewajcie Panu. Śpiewnik Kościoła Adwentystów Dnia Siódmego
Ellen G. White, Droga do Chrystusa (ss. 147)
- 1984:

Biblia mówi (ss. 109)
Ellen G. White, Chrześcijański dom
Ellen G. White, Śladami Jezusa (ss. 194)
Z chrześcijańskiej filozofii życia (seria: Biblioteka "Głosu Nadziei" 4, red. Zachariasz Łyko) (ss. 250)
- 1985:

Samuele Bacchiocchi, Odpoczynek człowieka (ss. 296)
Samuele Bacchiocchi, Od soboty do niedzieli
Konstanty J. Bulli, Drogowskaz życia (ss. 53)
Stanisław Dąbrowski, Odnowa postaw duchowych i etycznych
Piotr Heród, Kierunek: zbawienie (ss. 208)
Jan Schulz, Edyta Uberhauber, Leki z Bożej apteki
Z nadzieją w przyszłość (seria: Biblioteka "Głosu Nadziei" 5, red. Zachariasz Łyko)
- 1986:

Tadeusz Adwentowicz, Co nas łączy, co nas dzieli? (ss. 70)
Andrzej Górski, Potrzeby współczesności (seria: Biblioteka "Głosu Nadziei" 6) (ss. 275)
Piotr Heród,Ojcze nasz
Ryszard Witold Strycharczuk, Wybrane zagadnienia religijno-społeczne (ss. 226)
- 1987:

Willmonte Doniphan Frazee, Jezus i jego świątynia
Piotr Heród, Powiedział, że wróci (ss. 172)
Siegfried H. Horn, Z archeologią przez kraje biblijne (ss. 226)
Zachariasz Łyko, Socjopatologie w aspekcie chrześcijańskiej etyki (ss. 193)
Zachariasz Łyko, Tajemnice rodzinnego szczęścia (ss. 223)
Zachariasz Łyko, Wstęp do Pisma Świętego
Naucz nas, Panie (seria: Biblioteka "Głosu Nadziei" 7)
Włodzimierz Pilch, Dzieje biblijnego szafarstwa
Jan Schulz, Edyta Uberhauber, Leki z Bożej apteki
Ellen G. White, Myśli (ss. 151)
Ellen G. White, Patriarchowie i prorocy (ss. 404)
- 1988:

Konstanty Bulli, W poszukiwaniu zagubionej drogi (ss. 380)
Stanisław Dąbrowski, Odnowa postaw duchowych i etycznych (ss. 164)
Antoni Godek, Apokalipsa (ss. 277)
Piotr Heród, Powiedział, że wróci (ss. 172)
Zachariasz Łyko, Kościół Adwentystów Dnia Siódmego (ss. 235)
Morris Venden, Aby poznać Boga. 5 dni refleksji
Ellen G. White, Pochodzenie zła (ss. 157)
Ellen G. White, Życie Jezusa (ss. 672)
- 1989:

Bernard Koziróg, Zbigniew Lew-Wojciechowski, Przybysze z kosmosu
Zbigniew Lew-Wojciechowski, Stworzenie czy ewolucja. Nie tylko dla młodzieży (ss. 26)
Zachariasz Łyko, Nauki Pisma Świętego (ss. 917)
Zachariasz Łyko, Tajemnica rodzinnego szczęścia
Jacek Matter, Biblia a medycyna (seria: Biblioteka "Głosu Nadziei" 8)
Ingeborg Nałęcka, Refleksje o Bogu (ss. 112)
Ingeborg Nałęcka, Z Bogiem
Seminarium z Apokalipsy
Śpiewajcie Panu. Śpiewnik Kościoła Adwentystów D. S., wyd. 8, Chrześcijański Instytut Wydawniczy "Znaki Czasu", Warszawa 1989 (ss. 427)
Ellen G. White, Droga do Chrystusa (ss. 165)
Ellen G. White, Działalność apostołów (ss. 366)
Ellen G. White, Nauki z Góry Błogosławienia
Ellen G. White, Przypowieści Chrystusa (ss. 244)
Ellen G. White, Śladami wielkiego lekarza (ss. 201)
- 1990:

Barnard Koziróg, Dzieje Diecezji Wschodniej Kościoła Adwentystów Dnia Siódmego w Polsce, Chrześcijański Instytut Wydawniczy „Znaki Czasu", Warszawa 1990
Władysław Polok, Proroctwa Daniela a współczesność, Chrześcijański Instytut Wydawniczy "Znaki Czasu", Warszawa 1990 (ss. 130)
Ellen G. White, Chrześcijański dom (ss. 351)
Ellen G. White, Historia zbawienia (ss. 330)
Charles E. Wittschiebe, I Bóg stworzył seks. Z pogranicza teologii seksu, Chrześcijański Instytut Wydawniczy "Znaki Czasu", Warszawa 1990 (ss. 204)
- 1991:

ZWBPŚw, Konkordancja biblijna wyd. V, Gliwice
Piotr Heród, Matko, oto syn Twój (ss. 286)
Ingeborg Nałęcka-Ring, Dziś rozrywa Bóg kajdany (seria: Biblioteka „Głosu Nadziei” t. IX) (ss. 107)
Robert Leo Odom, Czy twoja dusza jest nieśmiertelna (ss. 112)
Marian Wójcik, Idea nauki o usprawiedliwieniu z łaski przez wiarę w aspekcie historycznym, Chrześcijański Instytut Wydawniczy "Znaki Czasu", Warszawa 1991 (ss. 119)
Wędrówki po Ziemi Świętej (ss. 63)
Ellen G. White, Droga do Chrystusa (ss. 122)
- 1992:

Samuele Bacchiocchi, Walter Specht, Dlaczego sobota ?, Warszawa 1992 (ss. 115)
Władysław Polok, Prorok z wyspy Patmos (ss. 720)
Ellen G. White, Umysł, charakter, osobowość, Chrześcijański Instytut Wydawniczy "Znaki Czasu", Warszawa 1992 (ss. 308)
- 1993:

Ellen G. White, Chrześcijanin a dieta
Ellen G. White, Droga do Chrystusa (ss. 125)
- 1994:

Bernard Koziróg, Ellen White - współzałożyciel Kościoła Adwentystów Dnia Siódmego (Studium monograficzne), Chrześcijański Instytut Wydawniczy "Znaki Czasu", Warszawa 1994
- 1997:

Ellen G. White, Chrystus, nasz Zbawiciel (ss. 94)
- 1998:

H.M.S. Richards, Co mówił Jezus? (ss. 339)
Ellen G. White, Droga do Chrystusa (ss. 160)
- 1999:

Bernard Koziróg, Duszpasterstwo i diakonat w Kościele Adwentystów Dnia Siódmego
Ellen G. White, Triumfujący Chrystus. Refleksje na temat wielkiego boju (ss. 368)
- 2000:

Bert B. Beach, John Graz, Adwentyści pytają: odpowiedzi na 101 pytań (ss. 152)
Zachariasz Łyko, Kościół Adwentystów Dnia Siódmego. Historia, nauka, ustrój, posłannictwo, Chrześcijańskie Instytut Wydawniczy "Znaki Czasu", Warszawa 2000 (ss. 526)
Ellen G. White, Droga do Chrystusa. Wydanie dla młodzieży (ss. 130)
- 2001:

W.D. Frazee, Jezus i jego świątynia (ss. 115)
- 2003:

Ellen G. White, Weźmiecie moc. Osoba, obecność i dzieło Ducha Świętego (ss. 374)
- 2004:

Norval F. Pease, O tym myślcie (ss. 374)
- 2006:

Ellen G. White, Droga do Chrystusa (ss. 104)
- 2007:

Ellen G. White, Działalność apostołów
- 2011:

Ellen G. White, Życie Jezusa (ss. 609)

## Inne publikacje wydane przez adwentystów dnia siódmego w Polsce
- Statut Kościoła Adwentystów Dnia Siódmego w Polskiej Rzeczypospolitej Ludowej, Warszawa 1966 (ss. 36).
- Statut Kościoła Adwentystów Dnia Siódmego w Rzeczypospolitej Polskiej, Zarząd Kościoła Adwentystów Dnia Siódmego w Polsce, Warszawa 1994 (ss. 90).
- Ustawa z dnia 30 czerwca 1995 r. o stosunku Państwa do Kościoła Adwentystów Dnia Siódmego w Rzeczypospolitej Polskiej (Dz. U. Nr 97, poz. 481), Zarząd Kościoła Adwentystów Dnia Siódmego w Rzeczypospolitej Polskiej, Warszawa 1995 (ss. 24).
- Barnard Koziróg, Geneza, dzieje i teologia adwentyzmu w latach 1831-1939, Signa Temporis, Podkowa Leśna 2008 (ss. 302)
- Ellen G. White, Droga do Chrystusa. Wolność od obaw, strachu i winy, Orion Plus (ss. 64)